# Földi Ferenc (fegyvertervező)
Földi Ferenc (Budapest, 1950 –) nyugállományú mérnök ezredes.

## Élete
1976-ban gépészmérnöki diplomát szerzett a Budapesti Műszaki Egyetem Gépészmérnöki szak Hőerőgépész ágazatán. 1978-óta tevékenykedik a honvédelem területén, 1979. és 1986. között a haditechnikai eszközök biztonsága szakterületén. 1986. és 1998. között az MN/MH/HM haditechnikai Intézet Fegyver-lőszer osztályán szolgált, mint fegyverfejlesztő főtiszt.
1998-ban léptették elő ezredessé és kinevezték a Honvédelmi Minisztérium Munkabiztonsági Hatósági Hivatal vezetőjének, ahonnan 2005-ben ment szolgálati nyugállományba.
1993-tól igazságügyi fegyverszakértő, tevékenysége mind bűnügyekben, mint fegyvertervezésben azóta folyamatos. 2009-ben summa cum laude minősítéssel szerzett PhD tudományos fokozatot, mint a katonai műszaki tudományok doktora, a Zrínyi Miklós Nemzetvédelmi Egyetem Katonai Műszaki Doktori Iskolájában. Tudományos fokozatát - a KMDI-n egyedülállóan és elsőként nem disszertációval, hanem "A 12,7 mm-es GEPÁRD M1 mesterlövész puska" műszaki alkotásával nyerte el. Védése és alkotása alapján abban az évben megkapta a Bolyai János hadmérnöki díj aranyérmének első fokozatát.
Nyugállományban is folytatja fegyvertervezői tevékenységét, új eszközök létrehozását segíti elő a Magyar Honvédség számára, illetőleg üzleti céllal. Magyarországon él, katonai szolgálata alatt  feladatteljesítés és tapasztalatszerzés okán - megjárta a délszláv és az iraki hadműveleti területeket egyaránt.
Nős, két felnőtt fia és egy felnőtt egyetemista lánya van.

## Jelentősebb haditechnikai műszaki eredményei
- társ-témafelelősként részt vett a magyar 5,56 mm-es NGM gépkarabély HTI fejlesztésében (FÉG: a továbbiakban a zárójelben a gyártó szerepel);
- témafelelősként kifejlesztette a 9 mm-es 96M KGP géppisztolyt (FÉG), amit az MH rendszeresített;
- témafelelősként, majd tématársként részt vett a 9 mm-es 96M P9RC hadi pisztoly (FÉG) fejlesztésében, amit az MH szintén rendszeresített;
- témafelelősként kifejlesztette a T55-AM harckocsi és harckocsi szakasz számítógépes trenazsőreit, amit az MH használatba vett;
- témafelelősként kifejlesztette az IGLA 1M kézi légvédelmi rakéta kétsínes gépjármű fedélzeti indítóállványát, amit az MH alkalmazásba vett;
- témafelelősként megtervezte és kifejlesztette a 12,7 mm-es GEPÁRD M1 mesterlövész puskát (Fellegi István Miskolc), amit az MH rendszeresített;
- témafelelősként kifejlesztette a 12,7/14,5 mm-es GEPÁRD fegyvercsaládot [a család M2 - M6 tagjait Szép József Miskolc tervezte)], amelyek közül a GEPÁRD M2, M2A1, M3 típust az MH rendszeresítette.

Munkásságáért - magas katonai kitüntetéseken és soron kívüli előléptetésen túl - 2006-ban a Magyar Köztársasági Érdemrend lovagkeresztjét érdemelte ki.

## A GEPÁRD fegyvercsalád megteremtéséért
- elnyerte - feltaláló társaival együtt - az első Feltaláló Olimpia (fisrt Investor Olimpic Games) aranyérmét;
- két alkalommal részesült GÉNIUS díjban;
- megkapta a Magyar Kereskedelmi és Iparkamara Elnöki aranyérmét;
- a 95M lövedék- és repeszálló védőmellénycsalád műszaki megoldásában rejlő újdonságért - társfeltalálóként - megkapta a Genfi Feltalálói Szalon bronzérmét.